# Jonathan Sacoor
Jonathan Sacoor (ur. 1 września 1999) – belgijski lekkoatleta, sprinter.
Specjalizuje się w biegu na 400 metrów. Największe sukcesy odniósł w sztafecie 4 × 400 metrów, w której został mistrzem Europy w 2018 i brązowym medalistą halowych mistrzostw świata w 2018 (w obu przypadkach razem z Sacoorem biegli Jonathan Borlée, Kévin Borlée i Dylan Borlée). Brązowy medalista mistrzostw świata w Dosze w sztafecie 4 × 400 metrów (2019).
Złoty medalista mistrzostw Belgii oraz reprezentant kraju na drużynowych mistrzostwach Europy.

## Osiągnięcia
| Rok  | Impreza                                  | Miejsce     | Konkurencja        | Lokata     | Wynik           | Źródło |
| ---- | ---------------------------------------- | ----------- | ------------------ | ---------- | --------------- | ------ |
| 2015 | Olimpijski festiwal młodzieży            | Tbilisi     | bieg na 400 m      | 6. miejsce | 49,86           | [ 2 ]  |
| 2016 | Mistrzostwa Europy U18                   | Tbilisi     | bieg na 400 m      | 4. miejsce | 47,71           | [ 3 ]  |
| 2017 | Mistrzostwa Europy U20                   | Grosseto    | bieg na 400 m      | 3. miejsce | 46,23           | [ 4 ]  |
| 2018 | Halowe mistrzostwa świata                | Birmingham  | sztafeta 4 × 400 m | 3. miejsce | 3:02,51         | [ 5 ]  |
| 2018 | Mistrzostwa świata U20                   | Tampere     | bieg na 400 m      | 1. miejsce | 45,03           | [ 6 ]  |
| 2018 | Mistrzostwa świata U20                   | Tampere     | sztafeta 4 × 400 m | 5. miejsce | 3:07,05         | [ 7 ]  |
| 2018 | Mistrzostwa Europy                       | Berlin      | sztafeta 4 × 400 m | 1. miejsce | 2:59,47         | [ 8 ]  |
| 2019 | IAAF World Relays                        | Jokohama    | sztafeta 4 × 400 m | 3. miejsce | 3:02,70         | [ 9 ]  |
| 2019 | Mistrzostwa świata                       | Doha        | bieg na 400 m      | półfinał   | 45,03           |        |
| 2019 | Mistrzostwa świata                       | Doha        | sztafeta 4 × 400 m | 3. miejsce | 2:58,78         |        |
| 2021 | World Athletics Relays                   | Chorzów     | sztafeta 4 × 400 m | 8. miejsce | 3:10,74         |        |
| 2021 | World Athletics Relays                   | Chorzów     | sztafeta mieszana  | 4. miejsce | 3:17,92 (elim.) |        |
| 2021 | I liga drużynowych mistrzostw Europy     | Kluż-Napoka | sztafeta 4 × 400 m | 6. miejsce | 3:08,09         |        |
| 2021 | Młodzieżowe mistrzostwa Europy           | Tallinn     | bieg na 400 m      | 3. miejsce | 45,17           |        |
| 2021 | Igrzyska olimpijskie                     | Tokio       | bieg na 400 m      | półfinał   | 45,88           |        |
| 2021 | Igrzyska olimpijskie                     | Tokio       | sztafeta 4 × 400 m | 4. miejsce | 2:57,88         |        |
| 2022 | Halowe mistrzostwa świata                | Belgrad     | sztafeta 4 × 400 m | 1. miejsce | 3:06,52         |        |
| 2022 | Mistrzostwa świata                       | Doha        | sztafeta 4 × 400 m | 3. miejsce | 2:58,72         |        |
| 2022 | Mistrzostwa Europy                       | Monachium   | sztafeta 4 × 400 m | 2. miejsce | 2:59,49 (elim.) |        |
| 2023 | I dywizja drużynowych mistrzostw Europy  | Chorzów     | sztafeta mieszana  | 3. miejsce | 3:12,97         |        |
| 2024 | Halowe mistrzostwa świata                | Glasgow     | sztafeta 4 × 400 m | 1. miejsce | 3:02,54         |        |
| 2024 | World Athletics Relays                   | Nassau      | sztafeta 4 × 400 m | 3. miejsce | 3:01,16         |        |
| 2024 | World Athletics Relays                   | Nassau      | sztafeta mieszana  | –          | DQ (elim.)      |        |
| 2024 | Mistrzostwa Europy                       | Rzym        | bieg na 400 m      | 4. miejsce | 44,98           |        |
| 2024 | Mistrzostwa Europy                       | Rzym        | sztafeta 4 × 400 m | 1. miejsce | 2:59,84         |        |
| 2024 | Mistrzostwa Europy                       | Rzym        | sztafeta mieszana  | 4. miejsce | 3:11,03         |        |
| 2024 | Igrzyska olimpijskie                     | Paryż       | bieg na 400 m      | repasaże   | DNS             |        |
| 2024 | Igrzyska olimpijskie                     | Paryż       | sztafeta 4 × 400 m | 4. miejsce | 2:57,75         |        |
| 2024 | Igrzyska olimpijskie                     | Paryż       | sztafeta mieszana  | 4. miejsce | 3:09,36         |        |
| 2025 | Halowe mistrzostwa Europy                | Apeldoorn   | bieg na 400 m      | półfinał   | 47,25           |        |
| 2025 | Halowe mistrzostwa Europy                | Apeldoorn   | sztafeta 4 × 400 m | 3. miejsce | 3:05,18         |        |
| 2025 | World Athletics Relays                   | Kanton      | sztafeta 4 × 400 m | 2. miejsce | 2:58,19         |        |
| 2025 | World Athletics Relays                   | Kanton      | sztafeta mieszana  | 6. miejsce | 3:16,45 (elim.) |        |
| 2025 | II dywizja drużynowych mistrzostw Europy | Maribor     | sztafeta mieszana  | 6. miejsce | 3:17,01         |        |

## Rekordy życiowe
- Bieg na 400 metrów – 44,98 (10 czerwca 2024, Rzym)
- Bieg na 400 metrów (hala) – 46,30 (7 marca 2025, Apeldoorn)[1]

4 marca 2018 belgijska sztafeta 4 × 400 metrów w składzie Dylan Borlée, Jonathan Borlée, Jonathan Sacoor i Kévin Borlée wynikiem 3:02,51 ustanowiła halowy rekord kraju w tej konkurencji.
3 sierpnia 2024 belgijska sztafeta mieszana 4 × 400 metrów w składzie Alexander Doom, Helena Ponette, Jonathan Sacoor i Naomi Van Den Broeck wynikiem 3:09,36 ustanowiła rekord kraju w tej konkurencji.
10 sierpnia 2024 belgijska sztafeta 4 × 400 metrów w składzie Jonathan Sacoor, Dylan Borlée, Kévin Borlée i Florent Mabille wynikiem 2:57,75 ustanowiła rekord kraju w tej konkurencji.